# Dördçinar
Dördçinar ou Dordchinar est un village d'Azerbaïdjan situé dans le raion de Fizouli.
Situé à 15 km au sud de Fizouli, le village est occupé à partir de 1993 par les forces arméniennes après la guerre du Haut-Karabagh et intégré au sein de la république du Haut-Karabagh. En octobre 2020, il est repris par les Azerbaïdjanais lors de la seconde guerre du Haut-Karabagh.